# Paraittys latipennis
Paraittys latipennis är en stekelart som beskrevs av Gennaro Viggiani 1972. Paraittys latipennis ingår i släktet Paraittys och familjen hårstrimsteklar.
Artens utbredningsområde är:
- Grekland.
- Israel.

Inga underarter finns listade i Catalogue of Life.